# Včela medonosná arménská
Včela medonosná arménská (Apis mellifera remipes) je poddruh včely medonosné pocházející z oblasti Arménie. Včelám medonosným z této oblasti byla přiřazena četná jména, což vedlo ke značnému zmatku ohledně správného názvu, který by měl být použit. Objevily se také pochybnosti, zda arménská včela nebyla chybně identifikován a ve skutečnosti se jedná o včelu anatolskou.
Výzkum publikovaný v roce 2010, provedený v oblasti Kars v Turecku, s použitím morfometrické analýzy k identifikaci včel medonosných, uvádí včelu arménskou jako „transkavkazskou rasu“ a zároveň uvádí její synonymum - Apis mellifera armeniaca, přičemž tyto dvě jména se považují za samostatné poddruhy. Studie popsala arménskou včelu jako včelu žijící v nížinách a výrazné žlutě zbarvenou na rozdíl od ostatních včel v oblasti, jako je včela anatolská a včela kavkazská.